# 江德興
江德興（1917年3月12日—1950年10月1日），新竹州苗栗郡人，日本名古屋帝國大學醫學部畢業，台中市健元醫院院長，因受洪國式中共中央台灣地工組織間諜活動牽連，1950年10月1日槍決於台北市馬場町刑場。

## 生平
江德興，1917年生於日治新竹州苗栗郡，新竹中學、台北高等學校畢業後，留學日本名古屋帝國大學醫學部，1943年畢業後，由學校派張家口中央醫學院任外科主任醫師，1945年，江德興前往北平福民醫院任職，不久轉往唐山市，在開平縣陸軍總醫院擔任中校外科主任。
1945年8月，共產黨在華北開始大反攻，江德興在開平被共軍俘虜，送往豐潤縣冀東軍區衛生學校，1945年10月逃出唐山，轉往北平第三十八兵站任醫務長，1946年江德興擔任第五補給區司令部醫務所醫官，1947年1月返回故鄉銅鑼，在二哥江德乾經營的文林醫院服務，1948年在台中開健元醫院。
華震，哈爾濱人，曾在皇協軍服務，戰後在華北成立公司，往來上海、天津跑單幫，1948年，經朋友介紹認識洪國式，洪國式是中共中央社會部地下情報人員，華震加入洪國式小組，並介紹姊夫劉天民加入組織。
1949年中共中央局聯絡部計畫來台設立地下組織，派洪國式赴北平研究日本及台灣問題，1949年9月轉中共中央局聯絡部移轉洪國式小組劉光典、鄒曙、華震等陸續自香港來台，由鄒曙為洪國式、劉光典辦理入台證，1949年12月洪國式、郭秉衡奉命來台從事社會調查工作發展中共中央社會部台灣地下工作組織，郭秉衡當時已打入保密局負責蒐集軍事情報及策反海空陸軍。中共中央擬利用劉多荃之子劉全禮與劉多荃舊部屬的人脈關係，企圖策反海空陸軍及取得重要軍事情報。華震請劉天民代洪國式以北方企業副理名義取得身分證，鄒曙為洪國式辦理入台證，1949年12月12日洪國式抵台。
華震在台中健元醫院就醫時，與江德興討論時局，由於江德興曾在中國生活過，兩人很快建立信任感，華震拉攏江德興加入洪國式小組，由洪國式密集於1950年2月底接觸拉攏，洪國式預計由江德興成立電台，江德興加入後被交付蒐集情報工作，他假借走私名義向友人請求繪製了台中地區梧棲海岸圖（實際上僅為一手繪無比例尺之圖紙）。
1949年11月，國防部保密局接獲香港組及台灣省諜報組織查報，中共為加緊攻台之準備，派遣幹員潛台活動，於1949年12月偵悉洪國式自港來台曾於空軍新生社探詢楊文亮之所在，遇保密局人員包文有，包文有見其面生言語唐突，即向臺灣省保安司令部報告，臺灣省保安司令部於是派遣幹員陳琦、包文有、楊文亮與洪國式接觸。陳琦、包文有滲透入該組織內部取得情資。於1950年2月28日保密局在台北車站假裝查驗遊民身份之名，將洪國式等十餘人帶往警局詢問，並假借洪身分證件有問題需人作保，得郭秉衡、鄒曙之情資，復以需要行賄方得放人引誘其供出多人。1950年3月1日在台北、基隆、台中將其餘人逮捕歸案，僅劉光典逃亡。中共中央社會部台灣地下工作組織洪國式小組宣告瓦解。
江德興在審訊期間回答非常詳細，對於過程鉅細靡遺，但實際上他與洪國式僅接觸過幾次，僅有一張假藉走私名義讓友人繪製的梧棲與台中海岸的圖紙，尚未提供給洪國式，在搜查期間被撕碎，保密局人員重新黏合卻已難辨別。
張晃昇，台中工委會案被逮捕，在軍法處時跟江德興同一間牢房，根據張晃昇回憶：「江德興在台中開業剛好鄰近他家，與張晃昇母親熟識，江德興在獄中跟他說自己參加了共產黨，他有一張臺中港地圖，說是走私用的，據說他們的領導是洪國式。」。
1950年7月14日中共中央社會部台灣地下工作組織以劉全禮為案頭全案偵結，劉全禮、郭秉衡、張禮大、王平、鄒曙、華震、劉天民、江德興、胡玉麟同案九人因叛亂罪判處死刑，1950年10月1日槍決於台北市馬場町刑場。
張晃昇回憶江德興被槍殺那個早上，他一直說，蘇聯革命時，很多蘇聯共產黨跟沙皇政府裡面的人有聯絡，會故意判死刑然後再放人。江德興曾逃跑過一次，翻過滿是玻璃的牆時，劃傷了手臂，因失血過多躲在老松國小籬笆邊被抓回軍法處，慘遭毒打。在軍法處時，要槍決人犯時前一晚會來點名，停頓五秒左右再點下一個，被點到名的人，就是隔天要被槍決了。江德興被點名時也是這樣，他知道自己隔天要被槍殺了，託張晃昇一條絲手巾，囑咐出獄後有機會轉交他太太，經過數十年後，張晃昇巧遇江德興的姪女，才終於將那條手巾寄去美國給江太太。